# Septembre 1918

## Événements
- Offensive balkanique de Franchet d'Esperey qui écrase la résistance bulgare. Elle menace rapidement Constantinople.
- L'Art nouveau, exposition Dada à Zurich, avec Hans Arp, Otto Morach et Hans Richter.

- 3 septembre : Fanny Kaplan, qui a tenté d'assassiner Lénine le 30 août, est exécutée par les Bolcheviks après avoir été battue à mort.

- 5 septembre : inauguration du service postal régulier entre Nice (France) et la Corse (Ajaccio).

- 9 septembre : Charles Ruijs de Beerenbrouck, catholique, Premier ministre aux Pays-Bas.

- 14 septembre : premiers cas mortels de la « grippe espagnole » aux États-Unis.

- 15 septembre : 
  - Libération de Nancy.
  - Offensive alliée à Salonique.

- 18 septembre : début de la bataille de la ligne Hindenburg opposant les armées allemandes et alliées entre Lens et Saint-Quentin. Elle sera remportée cent jours plus tard par les Alliés.

- 19 septembre : 
  - Victoire d'Allenby à la bataille de Megiddo. La Palestine passe sous contrôle britannique.
  - La Belgique repousse l'offre de paix séparée de l'Allemagne.

- 26 septembre : 
  - Foch lance une vaste offensive convergente en Lorraine en direction de Mézières et en Belgique vers Bruges;
  - l'as français René Fonck renouvelle son exploit du 9 mai précédent en abattant 6 avions allemands en une seule journée.

- 27 - 30 septembre : la ligne Hindenburg est brisée.

- 28 septembre : prises d'assaut des ruines du château de Blanckart par le lieutenant Ivan Colmant, grande figure de la résistance belge.

- 29 septembre :
  - Réunion à Spa du gouvernement, du haut commandement et de l'empereur allemand : les généraux, confrontés à l'épuisement de l'armée, demandent aux responsables politiques de négocier un armistice sur la base des Quatorze points de Wilson.
  - L'état-major bulgare demande un armistice à la suite de l'offensive de l'armée française d'Orient (Louis Franchet d'Espérey) en Bulgarie.

- 30 septembre : 
  - Français et Britanniques signent un nouvel accord interprétatif des accords Sykes-Picot, qui reconnaît l'existence d'une zone d'influence française en Syrie mais établit l'unité du commandement allié sous le commandement d'Allenby.
  - La Bulgarie signe finalement un armistice avec les Alliés.

## Naissances
- 2 septembre : Martha Mitchell, femme politique américaine († 31 mai 1976).
- 3 septembre : Helen Wagner, actrice américaine († 1er mai 2010).
- 14 septembre :
  - Georges Berger, pilote automobile belge († 23 août 1967).
  - Paul Bonneau, chef d’orchestre et compositeur français († 8 juillet 1995).
  - Bill Edwards, illustrateur américain de romans († 21 décembre 1999).
  - Israel « Cachao » López, bassiste et compositeur cubain, considéré comme l' « inventeur » du mambo. († 22 mars 2008).
  - Shepard Rifkin, écrivain américain.
  - Hans Wichelhaus, homme politique allemand († 30 octobre 2004).
  - Malcolm Yelvington, chanteur américain de musique country et de rockabilly († 21 février 2001).
- 16 septembre :
  - Mervyn Pike, femme politique britannique († 11 janvier 2004).
  - Herbert Ruff, compositeur, chef d'orchestre et pianiste polonais († 19 mai 1985).
  - Branka Veselinović, actrice serbe († 8 février 2023).
- 22 septembre : Henryk Szeryng, violoniste mexicain d'origine polonaise († 8 mars 1988).
- 23 septembre : Salvatore Pappalardo, cardinal italien, archevêque de Palerme († 10 décembre 2006).
- 30 septembre : 
  - Giovanni Canestri, cardinal italien, archevêque émérite de Gênes († 29 avril 2015).
  - René Rémond, historien, politologue et académicien français († 14 avril 2007).

## Décès
- 6 septembre : Elizabeth Yates, femme politique néo-zélandaise (° dans les années 1840).
- 23 septembre : Matilde De Fassi, acrobate équestre italo-espagnole (° 13 février 1845).
- 28 septembre : Georg Simmel, philosophe et sociologue allemand (° 1er mars 1858).
- 30 septembre : Ingersoll Lockwood, avocat et écrivain américain (° 2 août 1841).